# Tom Fahn
Tom Fahn (ur. 30 kwietnia 1962) – aktor głosowy amerykańskiego pochodzenia, urodzony w dzielnicy Queens w Nowym Jorku. Jego siostra Melissa Fahn, brat Jonathan Fahn oraz żona, Dorothy Elias-Fahn również są aktorami głosowymi. Tom Fahn jest czasami przedstawiany pod nazwiskiem Tom Charles.

## Wybrane role
- Beetleborgi (1996-1997) jako Firecat.
- Bleach jako Mizuiro Kojima.
- Cowboy Bebop (1998-1999) jako Rocco Bonnaro i inni.
- Digimon Adventure (1999-2000) jako Agumon.
- Digimon Adventure 02 (2000-2001) jako Agumon, Digmon, Mantarou Inoue.
- Digimon Frontier jako Airdramon, Datamon, Centarumon i Pteramon.
- Digimon Savers jako Hayase Harris, DemiDevimon i inni.
- Digimon Tamers jako Jijimon.
- Epoka lodowcowa 2: Odwilż (2006) jako Glyptodon (Stu) i Wół.
- Mighty Morphin Power Rangers (1993-1996) jako Skelerena.
- Naruto (2002-(2007) jako Koga.
- Naruto Shippuden jako Natori.
- Power Rangers: Lost Galaxy jako Chameliac i Green Shark.
- Power Rangers Turbo – wiele ról.
- W ukrytej kamerze (2003) jako ojciec.
- VR-Troopers (1994-1996) jako Trooper Terminator i Dream Master.